# Douglas DC-4
El Douglas DC-4 va ser un avió de transport comercial multimotor de gran autonomia desenvolupat per la constructora aeronàutica nord-americana Douglas Aircraft Company. Durant la Segona Guerra Mundial va ser utilitzat com a avió militar, realitzant posteriorment labors civils.

## Disseny i desenvolupament
La denominació DC-4 va ser utilitzada per Douglas Aircraft Company durant el desenvolupament del DC-4E, una versió cuatrimotor allargada del reeixit Douglas DC-3. El DC-4 buscava cobrir les necessitats de United Airlines d'un avió de passatgers de llarg abast. El DC-4E (E d'experimental) era un avió per 52 passatgers amb un fuselatge de característiques inusuals per a l'època, com la cabina pressuritzada, el fuselatge circular d'àmplia secció i triple secció de cua, similar a la que anys després utilitzaria el Lockheed Constellation.
El primer DC-4E va volar el 21 de juny de 1938 i va ser utilitzat per United Air Lines en vols de prova. El model era poc rendible i el seu manteniment resultava complicat. Els clients de llançament, Eastern i United, van decidir llavors sol·licitar el disseny d'una versió derivada més simple i petita. No obstant això, l'esclat de la Segona Guerra Mundial va provocar el desviament de tota la producció cap a la Força Aèria de l'Exèrcit dels Estats Units (USAAF), rebent la denominació C-54 Skymaster. Per la seva banda, els aparells utilitzats per l'Armada nord-americana van ser coneguts com a R5D. La primera unitat de les versions militars, un C-54, va enlairar-se de Clover Field, Santa Mónica, Califòrnia el 14 de febrer de 1942 amb insígnies militars.

### Producció
El DC-4 posseïa notables innovacions, com el tren d'aterratge tricicle retràctil amb unitats principals de dues rodes, que va permetre construir un fuselatge d'ample constant i que, a la vegada, va facilitar els posteriors allargaments que van derivar en el DC-6 i el DC-7. Entre 1942 i gener de 1946, Douglas va construir 1163 unitats C-54/R5D per a les Forces Armades nord-americanes. Durant la guerra, la constructora va seguir desenvolupant el model, preparant-ho per a la tornada al servei comercial una vegada finalitzat el conflicte. No obstant això, les perspectives de venda es van veure durament afectades pel traspàs de 500 C-54 i R5D al servei civil. En aquell temps, els DC-4 van ser les aeronaus preferides per les companyies que no realitzaven serveis regulars com Great Lakes Airlines, North American Airlines, Universal Airlines, Transocean Airlines i d'altres. En els anys 50, Transocean Airlines era el major operador del DC-4.
Douglas només va fabricar 79 noves unitats del DC-4 abans que la producció finalitzés el 9 d'agost de 1947. Encara que la cabina pressuritzada era opcional, tots els DC-4 civils i C-54 van ser construïts sense ella.
La família DC-4/C-54 va demostrar una gran fiabilitat, cosa que queda patent amb les diferents unitats que actualment segueixen volant, especialment als Estats Units, com a avions xàrter i de càrrega. Exemples d'això són la flota que l'empresa Brooks Fuel de Fairbanks (Alaska) utilitza per subministrar combustible a aeròdroms remots. El DC-4 segueix actualment volant al nord del Canadà amb l'aerolínia Buffalo Airways.

### Models derivats
- Canadair C-4/North Star/Argonaut: Canadair va fabricar 71 DC-4 sota els noms North Star, DC-4M, C-4 i C-5. A excepció del C-5, la resta de models muntaven motors lineals Rolls-Royce Merlin de 1725 hp; 51 d'ells comptaven amb cabina presurizada. La Real Força Aèria del Canadà, Trans Canada Air Lines, Canadian Pacific Airlines i BOAC van operar aquestes versions.

- Carvair: 21 DC-4 van ser remodelats per l'empresa Aviation Traders amb l'assistència tècnica de Douglas Aircraft, resultant la versió ATL.98 Carvair. El Carvair va ser dissenyat per transportar 22 passatgers i 4 automòbils. Per a això es va realitzar una reconversió que va consistir bàsicament a adoptar un fuselatge de proa nou i més llarg, amb la cabina de comandament sobresortint per sobre de la nova proa, que portava una gran comporta frontal d'obertura lateral a fi de permetre la càrrega de vehicles; a més d'aquesta modificació, es va incorporar una nova deriva de major superfície.[1] Després d'efectuar el seu primer vol al juny de 1961, el Carvair va entrar en servei. Aquests avions van funcionar com "aero-ferris" a partir de març de 1962, utilitzats originalment per les companyies Aer Lingus, Ansett-ANA, Aviaco, British United Air Ferries i Interocean Airways. Posteriorment han canviat de mans diverses vegades. En els 70, quedaven tres en funcionament a Alaska, Texas i Sud-àfrica.

## Variants[3]
- DC-4, prototip inicial. Un construït.
- DC-4-1009, model civil de postguerra que podia transportar fins a 88 passatgers.
- DC-4-1037, model de càrrega de postguerra.
- DC-4A, designació del model civil del C-54 Skymaster.
- DC-4M-1X North Star, el prototip inicial que va anar més tard una part de l'ordre de Trans Canada Airlines (TCA).
- DC-4M-2/3 North Star, avió de transport cuatrimotor civil per Trans Canada Airlines, propulsado per quatre motors de pistó Rolls-Royce Merlin 622. Construïts un total de 20 per Trans-Canada Airlines. També conegut com a North Star M2-3.
- DC-4M-2/4 North Star, Avió de transport cuatrimotor civil per Trans Canada Airlines, propulsado per quatre motors de pistó Rolls-Royce Merlin 624. També conegut com a North Star M2-4.
- DC-4M-2/4C North Star, Conversions de càrrega del DC-4M-2/4 North Star, realitzades entre 1954 i 1961. També conegut com a North Star M2-4C.
- DC-4M-1 North Star Mk M1, Sis avions operats per Trans Canada Airlines, en préstec de la RCAF.
- C-4 Argonaut, Un total de 22 construïts per BOAC.[2]
- North Star C-4-1, Quatre avions idèntics als Argonaut de BOAC construïts segons especificacions de Canadian Pacific Airlines. També coneguts com els Canadair Four.
- North Star C-4-1C, North Star C-4-1 convertits en avions de càrrega o de transport.
- C-5 North Star, Una versió de transport VIP de la RCAF propulsada per quatre motors radials Pratt & Whitney R-2800.
- CL-2, Nombre de model de Canadair per als DC-4M-1X, DC-4M-2/3, DC-4M-2/4 i C-54GM North Star.
- CL-4, Nombre de model de Canadair pels C-4 Argonaut i C-4-1 Canadair Four.
- CL-5, Nombre de model de Canadair per a l'únic C-5 North Star.
- Aviation Traders Carvair, Avions remodelats per l'empresa Aviation Traders, 21 conversions.

## Especificacions (DC-4-1009)
Característiques generals
- Tripulació: 4
- Capacitat: de 40 a 80 passatgers[4]
- Longitud: 28,6 m
- Envergadura: 35,8 m
- Alçada: 8,38 m
- Superfície de l'ala 135,6 m²
- Pes buit: 19.640 kg
- Pes carregat: 28.800 kg
- Pes màxim d'enlairament: 33.100 kg
- Motors: 4×  motor radial Pratt & Whitney R-2000, 1.450 cv (1.081 kW)   cada un

 Rendiment 
- Velocitat màxima: 450 km/h
- Velocitat de creuer: 365 km/h
- Abast: 6.839 km
- Sostre de servei: 22.300 peus (6.800 m)
- Càrrega alar: 212,4 kg/m²
- Potència/pes: 6,6 kg/kW

## Vol TC-48 de la Força Aèria Argentina
El vol TC-48 de la Força Aèria Argentina va ser un vol que va sortir des d'aquest país amb cadets rumb als Estats Units. El matí del 3 de novembre de 1965, aquest vol va partir de la base Howards a Panamà amb destinació a El Salvador. Quan l'avió volava prop de Talamanca, a Costa Rica, declarava una emergència sobre que un dels seus motors estava en flames. Després es va perdre el contacte amb l'avió i des d'aquesta data s'han realitzat expedicions i cerques sense resultats positius, portant l'avió ja gairebé 50 anys perdut i sense tenir, tant les famílies com els governs (Argentí i Costarricense), proves o pistes sobre què va passar amb l'avió. Àdhuc avui dia, segueix desaparegut.